# Denis Island
Denis Island (franz. Île Denis) ist nach Bird Island die zweitnördlichste Insel der Republik der Seychellen. Sie liegt 87 km von der Hauptinsel Mahé und 103 km von Victoria entfernt und wird zu den sogenannten „Nördlichen Koralleninseln“ gezählt.
Die 1,1 km² große Koralleninsel wurde am 11. August 1773 von Denis de Trobriand entdeckt. Er benannte sie nach sich selbst Isle Denis und nahm sie für Frankreich in Besitz. Trobriand vergrub auf der Insel eine Flasche, in der sich die Urkunde zur Inbesitznahme befand. Damit war die letzte Insel der Hauptgruppe der Seychellen offiziell in französischem Besitz.
Wie auf vielen Seychellen-Inseln befindet sich auch auf Denis Island ein privates Resort inklusive Flugplatz. An der Nordküste der Insel befindet sich noch ein Leuchtturm aus dem Jahr 1910. 
Die dicht mit Kokospalmen und Kasuarinen bestandene Insel ist Teil des „Nature Seychelles“-Projekts zum Erhalt einheimischer Arten. So werden bedrohte Vogelarten wie der Seychellen-Rohrsänger (Acrocephalus sechellensis) oder der Seychellenweber (Foudia sechellarum) von anderen Inseln nach Denis Island umgesiedelt.